# Institut de recherche sur la résolution non-violente des conflits
 (février 2021).
L'Institut de recherche sur la résolution non violente des conflits (IRNC) est une association loi de 1901 créée en 1984. Au sein du paysage des associations non violentes, l'IRNC se donne la mission de promouvoir la culture de la non-violence à travers des activités de recherche et de vulgarisation.
Composée d'une vingtaine de chercheurs, l'association vise à diffuser de façon pédagogique la philosophie et les principes de la non-violence.

## Historique
En 1984, l'IRNC est co-fondé par Christian Delorme (initiateur de la Marche pour l'égalité et contre le racisme en 1983), Christian Mellon (membre du Centre de recherche et d'action sociales), Jean-Marie Muller (écrivain et chercheur, fondateur du Mouvement pour une alternative non violente), Jacques Semelin (chercheur au CNRS, professeur à l’Institut d'études politiques de Paris), et François Marchand (ingénieur spécialiste du transport collectif de personnes). L'IRNC est né de la demande faite en 1983 à Jean-Marie Muller par Charles Hernu, alors ministre de la Défense, de conduire une étude sur la contribution de la résistance non violente à la politique globale de défense de la France.
À sa création, l'IRNC s'est principalement intéressé à la défense civile non violente. Après la chute du communisme, ses efforts se sont portés sur l'intervention civile de paix. Ce thème reste prédominant mais pas exclusif.
L’IRNC a été présidée de 1984 à 2007 par François Marchand, puis par Sébastien Babaud (2007-2011), Étienne Godinot (2011-2019), et depuis 2019 par Mayeul Kauffmann.

## Mission

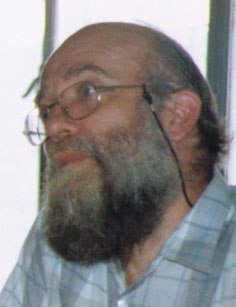
Jean-Marie Muller au Liban en 1991.

L’IRNC a pour ambition de délégitimer la violence et surtout, en proposant des alternatives crédibles dans tous les domaines (éducation, vie sociale, économie, conflits régionaux, défense, etc.) de promouvoir une culture de non-violence : le développement des savoirs, des mœurs, des manières de vivre, des institutions sociales, des échelles conscientes et inconscientes de valeurs, de l’éthique collective tout entière dans sa profondeur, en vue de favoriser le recul de la violence individuelle et sociale, et d’inscrire dans le vécu des sociétés les pratiques de résolution non violente des conflits.
L'IRNC se fixe comme objectif principal de mener de façon pluridisciplinaire (anthropologie, histoire, philosophie, sociologie, science politique, science économique, etc.) des recherches sur l’apport de la non-violence dans la résolution des conflits.
En parallèle, l’Institut contribue à la vulgarisation d’une approche scientifique de la non-violence auprès des universitaires, militants, formateurs, enseignants et élèves du secondaire. Par exemple en milieu universitaire en France : Jean-Marie Muller sur la « Stratégie de l’action non violente » (IEP de l’université de Lyon, 1985-1992) ; cycle de cours sur l’« Intervention civile de paix » coordonné par Cécile Dubernet (faculté des sciences sociales et économiques de l’Institut catholique de Paris depuis 2012) ; formation « Non-violence et citoyenneté » (IUT de Saint-Denis, 2017). La formation à la résolution non violente des conflits dans les écoles, collèges et lycées, et en formation continue dans le secteur éducatif et social, est assurée notamment par les IFMAN (Institut de formation et de rechercher du Mouvement pour une alternative non violente).
Ces deux objectifs, la recherche et la vulgarisation, sont ordonnés à la promotion de cette culture de la non-violence :
- la recherche, car la non-violence, bien qu’elle ait des racines très anciennes, reste relativement neuve à l'échelle historique. L’anthropologie, l’histoire, la philosophie, la sociologie, la science politique, la science économique peuvent apporter leur regard et leurs méthodes pour la comprendre, l’étudier, la développer ;
- la vulgarisation, pour montrer que la non-violence est d’abord un combat offensif contre l’injustice, l’oppression, la domination, qu’elle ne nie pas le conflit, mais s'inscrit dans un rapport de force qui utilise la pression et la contrainte pour obliger l’adversaire à dialoguer et négocier.

## Activités

### Recherche
L'IRNC mène et encadre des études, enquêtes et publications de chercheurs membres (livres, articles de revues ou de journaux). Aussi, l'IRNC organise également des colloques et pilote des travaux d'étudiants en master ou en thèse.
L'IRNC traite principalement les thématiques suivantes :
- la défense civile non violente, thème pour lequel des chercheurs de l'association se sont associés pour publier le livre La dissuasion civile (1985)[4], organiser le colloque international « Les stratégies civiles de défense » (Strasbourg, 1985)[5] en 1985 ou encore le colloque « Défense et citoyenneté en Europe » à Paris en 1993.
- l'intervention civile de paix, dont l'association a étudié les principes et méthodes (lien). L'IRNC a également organisé un colloque à l’Assemblée nationale sur le thème « L’intervention civile, une chance pour la paix » en 2002.
- l'éducation, pour laquelle l'association a produit la brochure De la non-violence en éducation pour l'UNESCO[6].
- la vie sociale, démocratie, citoyenneté, culture de non-violence, thématique autour de laquelle a été organisé le colloque « Changeons d'époque : la force non violente » à l'IUT de Saint-Denis en 2015 en partenariat avec la fondation AFC Umani, le Mouvement pour une alternative non violente et l'Institut Charles Rojzman[7].
- l'économie non violente pour laquelle l'IRNC a participé aux colloques « Towards a nonviolent economy » (Bhopal, 2010)[R 2] et « Quels chemins pour une économie non violente ? » (St Antoine l’Abbaye, 2011)[8] par l'intermédiaire d'Étienne Godinot.

### Pédagogie et vulgarisation de la non-violence
Toute la pédagogie déployée par l'IRNC vise à rendre la non-violence et la résolution non violente des conflits accessibles et connues par divers types de publics : universitaires, militants, formateurs, enseignants et élèves du secondaire, voire du grand public.
Pour ce faire, l'IRNC produit de nombreux diaporamas pédagogiques et approfondis. Ils sont consultables par les particuliers, disponibles et adaptés dans le cadre de conférences, réunions, formations, etc.
Dans un souci d'accessibilité, l'IRNC se fait le relais de nombreux contenus vidéos d'introduction à la non-violence sur son site internet.
Partenaire de l'IRNC, la revue trimestrielle Alternatives non violentes (ANV) diffuse des articles destinés à informer et outiller sur la non-violence une communauté élargie de publics. L'IRNC mène en 2016-2017 avec ANV un projet de base de données commune afin d'héberger les meilleurs articles parus dans la revue depuis 1973.
Les membres de l'IRNC, conférenciers renommés pour certains et universitaires reconnus pour la plupart, publient régulièrement des ouvrages. Parmi eux peuvent être cités (par ordre alphabétique) Manuel Cervera-Marzal, Véronique Dudouet, Pierre Dufour, Étienne Godinot, Mayeul Kauffmann, Jean-Marie Muller, Bernard Quelquejeu, Alain Refalo et Jacques Semelin.

### Promotion institutionnelle de la non-violence
L'IRNC a établi des contacts institutionnels pour assurer sa mission de promotion de la culture de la non-violence, avec entre autres, le ministère de la Défense (DAS, SGDN, COFAT), des organismes de recherche sur la défense et les conflits armés (FRS, AFEDS-IHEDN) ou le ministère des Affaires étrangères.
L'IRNC a développé des liens avec la communauté universitaire en nouant des relations avec plusieurs universités de renom, parmi lesquelles la faculté des sciences sociales et économiques (FASSE) de l'Institut catholique de Paris, l'université de Paris XXII - Val de Marne, l'université Paris-Ouest Nanterre-La Défense, l'IUT de St Denis, etc.
L'IRNC fait également partie d'un réseau de pairs internationaux, qui assurent une fonction similaire, parmi lesquels International Center on Nonviolent Conflict (Washington, USA), Albert Einstein Institution (Boston, USA), Berghof Foundation créé par Georg Zundel (Berlin, D) et Peace News (London, GB).

### Publications
Liste non exhaustive des publications entreprises par les chercheurs membres de l'IRNC :
- Christian Mellon, Jean-Marie Muller et Jacques Sémelin, La Dissuasion civile, Paris, Fondation pour les Études de Défense Nationale (FEDN), 1985, 204 p.
- Les Stratégies civiles de défense, actes du colloque Strasbourg, Saint-Etienne, Alternatives non violentes, 1987, 254 p. (présentation en ligne)
- Jacques Sémelin, Sans armes face à Hitler : La Résistance civile en Europe (1939–1943), Paris, Payot, 1989, 270 p.
- Jean-Marie Muller, Désobéir à Vichy : La Résistance civile des fonctionnaires de police, FEDN, 1994, 144 p.
- Christian Mellon et Jacques Sémelin, La non-violence, Paris, Presses universitaires de France, coll. « Que sais-je ? » (no 2912), 1994, 127 p. (ISBN 2-13-046638-9)
- Jean-Marie Muller, Le principe de non-violence, parcours philosophique, Paris, Desclée de Brouwer, 1995, 321 p. (ISBN 2-220-03733-9)
- Jacques Sémelin, La Liberté au bout des ondes : Du coup de Prague à la chute du mur de Berlin, Paris, Belfond, 1997, 346 p. (ISBN 2-7144-3501-7)
- Jacques Sémelin, La non-violence expliquée à mes filles, Paris, Le Seuil, 2000, 61 p. (ISBN 978-2-02-036776-9)
- Jean-Marie Muller, Le courage de la non-violence, Gordes, Le Relié, coll. « La conscience et le monde », 2001, 244 p. (ISBN 2-909698-69-6)
- Jean-Marie Muller, De la non-violence en éducation, UNESCO, 2002, 72 p. (lire en ligne)
- Jean-Marie Muller, Dictionnaire de la non-violence, Gordes, Le Relié, coll. « Poche », 2005, 407 p. (ISBN 978-2-914916-56-1, présentation en ligne)
- Jean-Marie Muller, L’impératif de désobéissance : Fondements philosophiques et stratégiques de la désobéissance civile, Le Pré Saint-Gervais, Le Passager clandestin, coll. « Essais », 2011, 284 p. (ISBN 978-2-916952-55-0)
- Laurent Muratet et Étienne Godinot, Tournez la page, pour un nouveau monde en marche : Vers une société non-violente, écologique et solidaire, Gap, Yves Michel, coll. « Société civile », 2012, 360 p. (ISBN 978-2-36429-016-7, présentation en ligne)
- Manuel Cervera-Marzal, Désobéir en démocratie : La pensée désobéissante de Thoreau à Martin Luther King, Paris, Forges de Vulcain, 2013, 170 p. (ISBN 978-2-919176-22-9)
- Manuel Cervera-Marzal, Gandhi : Politique de la non-violence, Paris, Michalon, coll. « Le bien commun », 2015, 128 p. (ISBN 978-2-84186-763-9)

### Articles
- Étienne Godinot, « FORUM. Pour une stratégie non-violente en Palestine », sur La-Croix.com, La Croix, 9 juillet 2014 (consulté le 17 mai 2016)
- Étienne Godinot, « De la résistance civile à la défense civile », sur La-Croix.com, La Croix, 12 mars 2015 (consulté le 17 mai 2016)
- Manuel Cervera-Marzal, « FORUM. Ressourcer la politique au contact de Gandhi », sur La-Croix.com, La Croix, 22 juillet 2015 (consulté le 17 mai 2016)
- Jacques Semelin, « La non-violence comme chemin : Le temps de la résistance civile », sur La-Croix.com, La Croix, 12 décembre 2015 (consulté le 17 mai 2016)